# Curi I
Curi I (Kuri; m. 1340) foi maí (rei) do Império de Canem da dinastia sefaua e governou de 1339 a 1340. Era filho de Abedalá II (r. 1315–1335) e sucedeu seu irmão Salmama II (r. 1335–1339). A crise iniciada durante o reinado anterior persiste e Curi foi morto em combate contra os saôs em 1340. Foi sucedido por seu irmão Curi II (r. 1340–1341).